# C/2013 R1
C/2013 R1是由特里·洛弗喬伊于2013年9月7日，利用200毫米施密特-卡塞格林望遠鏡发现的长周期彗星。这是洛弗乔伊发现的第四颗彗星。2013年10月14日，彗星经过天球赤道进入北天球，在北半球較易於觀測。

## 历史
2013年11月1日，C/2013 R1用肉眼即可观测，此时它位于鬼宿星團，天球位置在木星和軒轅十四之间。此时若用双筒望远镜观测，彗星就像个绿色的、不可分辨的球狀星團。
11月19日，彗星距地球0.3967天文单位，亮度最大，视星等约为4.5。11月27日，彗星位于猎犬座，靠近北斗七星勺柄的底部。11月28日至12月4日，彗星位于牧夫座，并于12月1日经过七公增五。12月4日至12月12日，彗星位于北冕座。
12月14日至次年1月14日，C/2013 R1位于武仙座，并于12月14日经过天纪二。2013年12月22日，彗星掠过近日点，距日0.81天文单位。此时若从地球上观测，距角为51度。2014年9月，彗星已暗到18等。